# Scatology
Scatology (с англ. — «скатология»; см. также ранние названия) — дебютный полноформатный студийный альбом британской электронно-экспериментальной группы Coil, впервые выпущенный на грампластинках в январе—феврале 1985 года лейблом Force & Form; впоследствии был выпущен этим же лейблом на компакт-дисках в 1988 году; ремастерированное издание альбома было выпущено в 2001 году лейблом Threshold House.
Записанный и спродюсированный группой при видном участии Джима Тёрлуэлла и Стивена Трауэра, Scatology основной (но не единственной) своей тематикой ставит алхимическое представление о добыче золота из «низшей материи»; материалы альбома содержат отсылки и посвящения к таким известным персонажам, как Сальвадор Дали, маркиз де Сад, Чарльз Мэнсон, Фридрих Ницше и другие. Положительно оценённый в профильной прессе, Scatology в перспективе считается одним из важнейших релизов как в творчестве Coil (наряду с последующими Horse Rotorvator и Love's Secret Domain), так и в целом для индастриал-сцены 1980-х годов.

## Списки композиций
Слова и музыка всех песен — написаны Джоном Бэлансом и Питером Кристоферсоном, если не указано иное.
| №   | Название                                                       | Длительность |
| --- | -------------------------------------------------------------- | ------------ |
| 1.  | «Ubu Noir»                                                     |              |
| 2.  | «Panic» (Бэланс, Кристоферсон, Джим Тёрлуэлл)                  |              |
| 3.  | «At the Heart of it All» (Бэланс, Кристоферсон, Стивен Трауэр) |              |
| 4.  | «Tenderness of Wolves» (Бэланс, Кристоферсон, Гэвин Фрайдей)   |              |
| 5.  | «The Spoiler»                                                  |              |
| 6.  | «Clap»                                                         |              |
| 7.  | «Solar Lodge» (Бэланс, Кристоферсон, Трауэр)                   |              |
| 8.  | «The Sewage Worker's Birthday Party»                           |              |
| 9.  | «Godhead ⇔ Deathead»                                           |              |
| 10. | «Cathedral in Flames»                                          |              |

| №   | Название                 | Длительность |
| --- | ------------------------ | ------------ |
| 1.  | «Ubu Noir»               | 2:09         |
| 2.  | «Panic»                  | 4:21         |
| 3.  | «At The Heart Of It All» | 5:13         |
| 4.  | «Tenderness of Wolves»   | 4:25         |
| 5.  | «The Spoiler»            | 4:10         |
| 6.  | «Clap»                   | 1:17         |
| 7.  | «Restless Day»           | 4:45         |
| 8.  | «Aqua Regis»             | 2:51         |
| 9.  | «Solar Lodge»            | 5:35         |
| 10. | «The S.W.B.P.»           | 4:24         |
| 11. | «Godhead≈Deathead»       | 5:15         |
| 12. | «Cathedral in Flames»    | 4:39         |
| 13. | «Tainted Love» (Эд Кобб) | 5:53         |

| №   | Название                 | Длительность |
| --- | ------------------------ | ------------ |
| 1.  | «Ubu Noir»               | 2:11         |
| 2.  | «Panic»                  | 4:23         |
| 3.  | «At The Heart Of It All» | 5:15         |
| 4.  | «Tenderness of Wolves»   | 4:27         |
| 5.  | «The Spoiler»            | 4:12         |
| 6.  | «Clap»                   | 1:19         |
| 7.  | «Restless Day»           | 4:47         |
| 8.  | «Aqua Regis»             | 2:53         |
| 9.  | «Solar Lodge»            | 5:37         |
| 10. | «The S.W.B.P.»           | 4:26         |
| 11. | «Godhead≈Deathead»       | 5:18         |
| 12. | «Cathedral in Flames»    | 4:41         |
| 13. | «Tainted Love»           | 5:53         |

## Участники записи
Все персоналии и их участие в записи указываются по данным из издания 1984 года, если не указано в иных источниках.
| Coil - Джон Бэланс — ведущий вокал и тексты (все треки, кроме инструменталов и отдельных песен), гитары (в треках «Panic» и «Solar Lodge»), бас (в треках «Solar Lodge» и «The Sewage Worker’s Birthday Party»), синтезатор Yamaha DX7 (в треке «At the Heart of it All»); - Питер Кристоферсон — программирование и семплер (все треки), фортепиано (в треке «At the Heart of it All»), бэк-вокал (в треке «The Spoiler»); Приглашённые музыканты - Джим Тёрлуэлл (кредитован как Клинт Руин) — программирование и семплер (в треках «Panic» и «At the Heart of it All»), аранжировка (в треке «Panic»); - Стивен Трауэр — кларнет (в треках «At the Heart of it All» и «Solar Lodge»), доп. перкуссия (в треке «Solar Lodge»); - Гэвин Фрайдей — ведущий вокал и текст (в треке «Tenderness of Wolves»); - Алекс Фергюссон — акустическая гитара (в треке «Tenderness of Wolves»); - Марк Алмонд (кредитован как Рауль Ревир) — гитара (в треке «Restless Day»); | Производство - Coil — сопродюсеры, сведе́ние; - Джим Тёрлуэлл — сопродюсер, сведе́ние; - Уорн Ливси — звукорежиссёр; - Кристиан Фуке и Лоуренс Уотсон — фотографы; - Thighpaulsandra — ремастеринг. |

## Цитаты
1. ↑  «<…> Лонгплей Scatology вышел на Force & Form в январе 1985 года; в то же время вышел 12-дюймовый [сингл] „Panic“. На одном из треков Scatology участвует Гэвин Фрайдей из Virgin Prunes. Альбом спродюсирован Coil и Клинтом Руином из You've Got Foetus On Your Breath.»[11]Оригинальный текст (англ.)"Scatology" LP on Force & Form, out in January 85 with 12" released at the same time, called "Panic". One track of "Scatology" features Gavin Friday of the Virgin Prunes on vocals, it's produced by COIL and Clint Ruin of You've Got Foetus On Your Breath
2. ↑  «В феврале 1985 года десять [законченных] композиций вошли на [альбом] Scatology — первую пластинку нашего лейбла Force & Form, выпущенную при участии и поддержке [со стороны] лейбла K.422, также выпускающего пластинки [групп] The Swans и Wiseblood. Следите за сопутствующими рецензиями.»[12]Оригинальный текст (англ.)In February ’85, ten tracks were released as SCATOLOGY the first record on our own Force & Form label, in collaboration with and support from K.422, a label that also releases records by The Swans and Wiseblood. See accompanying reviews.